# Comuna Bârsești, Vrancea
Bârsești (în trecut, Bărsești) este o comună în județul Vrancea, Moldova, România, formată din satele Bârsești (reședința) și Topești.

## Geografie
Comuna Bârsești este amplasată pe DN2D, între comunele Negrilești și Valea Sării, învecinându-se la nord cu comuna Negrilești (aprox. 4 km), la vest cu comuna Tulnici (aprox. 7 km), la sud cu comuna Vrâncioaia (aprox. 7 km) și comuna Valea Sării (aprox. 7 km) iar la est cu comuna Vidra (aprox. 15 km) și comuna Vizantea-Livezi (aprox. 20 km).
Comuna Bârsești este situată în Depresiunea Vrancei, și este localizată în zona de deal a județului Vrancea, pe cursul mijlociu al râului Putna, fiind traversată de șoseaua națională DN2D care leagă Focșaniul de Târgu Secuiesc. Se află la o distanță de 52 km față de municipiul Focșani, reședința județului.
Satul Bârsești este așezat pe terasele râului Putna și se află dispus in trepte. Partea de jos numită "În Prund" se află chiar în lunca Râului Putna. A doua treaptă a satului se află așezată pe podul de terasă de 40-50 m și cuprinde cea mai mare parte a construcțiilor edilitar-gospodărești. În partea de vest a satului se află dealul Dumbrava unde au fost făcute săpături arheologice și au fost descoperite morminte aparținând vechilor traci și sciți, dovadă a locuirii încă din cele mai vechi timpuri a acestor teritorii.

### Relieful
Ca urmare a eroziunii active din timpul pleistocenului superior, s-au dezvoltat largi poduri de terase, în special cele ale nivelurilor de 60 - 70 m și 40 - 50 m. Pe aceste poduri sunt așezate cele două sate ale comunei. Fragmentarea reliefului este foarte accentuată pe partea stângă a râului Putna, în partea dreaptă fiind mai redusă.

### Clima
Clima prezintă aceleași caracteristici ca și cea a Depresiunii Vrancei în ansamblu, cu unele mici excepții cauzate de relieful predominant deluros în partea de vest și forma sa de "uluc" depresionar pe direcția N-S. Iernile sunt blânde, moderate ca volum de precipitații, iar verile sunt calde și bogate în precipitații.

### Economia
În mediul rural, s-au dezvoltat cu precădere industriile bazate pe prelucrarea resurselor locale agricole. Dintre factorii locali care stimulează dezvoltarea, cei mai importanți sunt: resursele solului, fondul funciar și resursele de muncă.
Având în vedere criteriul ocupării populației, mediul rural are drept principală caracteristică, foarte slaba dezvoltare a activităților economice. În mai mult de jumătate din localitățile rurale ale județului, agricultura este aproape singura activitate economică.
Satele comunei Bârsești sunt sate cu funcțiuni preponderent agricole. Principala activitate a locuitorilor este agricultura și zootehnia. Densitatea agricolă este specifică zonelor de deal-șes unde majoritatea suprafețelor sunt acoperite cu terenuri cultivate - 0,93 ha./locuitor. Terenul arabil ocupă 10,59 % din total administrativ, pășunile 12,56 %, fânețele 28,86 %, viile 0,91 % și livezile 1,20 %. Producțiile variază în funcție de factorii meteorologici ai anului respectiv. Populația ocupată în agricultură este în număr destul de mare.

## Demografie
Componența etnică a comunei Bârsești
     Români (90,81%)
     Alte etnii (0%)
     Necunoscută (9,19%)
Componența confesională a comunei Bârsești
     Ortodocși (90,46%)
     Alte religii (0,27%)
     Necunoscută (9,28%)
Conform recensământului efectuat în 2021, populația comunei Bârsești se ridică la 1.132 de locuitori, în scădere față de recensământul anterior din 2011, când fuseseră înregistrați 1.299 de locuitori. Majoritatea locuitorilor sunt români (90,81%), iar pentru 9,19% nu se cunoaște apartenența etnică. Din punct de vedere confesional, majoritatea locuitorilor sunt ortodocși (90,46%), iar pentru 9,28% nu se cunoaște apartenența confesională.

## Istorie
Conform unei legende care circulă în ținut, numele localității Bârsești provine de la unul dintre cei șapte feciori ai Babei Tudora Vrâncioaia, care a primit teritoriul Bârseștiului de la Ștefan cel Mare. Asupra numelui satului Topești s-au emis mai multe ipoteze, dintre care cea mai plauzibilă spune că numele satului ar proveni de la topile(tochile) în limbaj local, pentru topitul cânepii. Cânepa era cultivata destul de mult în depresiune și, alături de lână, constituia materia primă de bază pentru confecționarea îmbrăcămintei.
Din lucrarea lui Henri H Stahl Contribuții la studiul satelor românești aflăm că la prima "aruncătoare a munților pe sate" a avut loc în anul 1755 sub directa supraveghere a trimișilor domniei și în urma adunării Sfatului cel mare al Vrancei. Cu această ocazie se face un inventar aproximativ al munților și se stabilește și prețul total al lor la 240 lei. Raportat la cele 15 sate de atunci, ar reveni în medie cate 16 lei de sat. Actualei comune Bârsești îi reveneau munți în valoare de 24 lei. În anul 1777 are loc o nouă împărțire a munților Vrancei - o încercare îndrăzneață de a li se răpi vrâncenilor pământul. Aceasta a dat naștere unei lupte pentru drepturile lor.
În luna ianuarie 1801 domnitorul Moldovei, Constantin Al. Ipsilanti, uzând de un mijloc obișnuit de cotropire a domnilor fanarioți, dăruiește vistiernicului său lordache Roset Roznovanu "tot ocolul locului Vrancei de la ținutul Putnei, ce este cu sate pe dânsul" sub pretext că "au rămas din vechile vremi dreapta moșie domnească nedată danie nimănui". Vrâncenii nu au izbutit decât cu prețul a mari cheltuieli materiale să facă dovada că Vrancea nu era pământ domnesc, ci o regiune de țărănime liberă, mai veche decât însuși descălecatul țării.
Conform documentelor, atât Constantin Ipsilanti, cât și Alexandru Moruz, care va urma la scaunul Moldovei după pierderea domniei, vor trece fățiș de partea marelui virstiernic. Procesul a durat 16 ani, dar merită evidențiat faptul că vrâncenii au fost uniți ripostând ca un singur om și luptând din greu cu necazurile vremii. La sfatul vrâncenesc pentru susținerea procesului a participat din satul Bîrsesti, locuitorul Ilie Cojocaru - namesnicul satului. Procesul ia sfârșit în anul 1817, când mitropolitul Viniamin Costache - secretarul divanului domnesc de judecată - dă Anaforaua cu numărul 1813 din 1 martie, prin care se consfințesc drepturile vrâncenilor asupra întregului ținut. După câștigarea procesului are loc o nouă împărțire a munților, proporțional cu cheltuielile făcute. Munții sunt împărțiți între 14 sate iar Bârseștenii și Topeștenii primesc muntele Giurgiu. Alte împărțiri ale munților au loc în anii 1818, 1831, 1840 dar satele comunei Bârsești nu au fost afectate de aceste împărțiri.
La sfârșitul secolului al XIX-lea, comuna făcea parte din plasa Vrancea a județului Putna și era formată din satele Bărsești și Topești, cu o populație de 1101 locuitori. În comună funcționau două biserici și o moară de apă. Anuarul Socec din 1925 consemnează comuna în aceeași componență, drept reședință a aceleiași plăși, și cu o populație de 1216 locuitori.
În 1950, ea a fost transferată raionului Năruja din regiunea Putna, apoi (după 1952) raionului Focșani din regiunea Bârlad și mai târziu (după 1956) din regiunea Galați. În 1968, a fost transferată la județul Vrancea și i s-a alipit și satul Negrilești, fostă reședință a unei comune desființate. Comuna Negrilești s-a reînființat în 2003 prin separarea din nou a satului Negrilești de comuna Bârsești.

## Monumente istorice
În comuna Bârsești se află situl arheologic de interes național din „Lacul Dumbrăvii”, unde s-a descoperit o necropolă tumulară de incinerație din Halstattul târziu, sit ce a dat numele culturii arheologice Ferigile-Bârsești.
În rest, în comună mai există șase alte obiective incluse în lista monumentelor istorice din județul Vrancea ca monumente de interes local. Patru sunt situri arheologice — așezarea de la „Gogoi” din neoliticul timpuriu (cultura Starcevo-Criș); așezarea de la „Podul Vâlcelei” datând din secolele al II-lea–al III-lea e.n. aparținând culturii carpice; așezarea de la „Varnița” din aceeași perioadă (perioada Latène); precum și așezara de la „Bahana”, de lângă satul Topești, datând din eneolitic (faza AB a culturii Cucuteni).
Monumentul comemorativ Ștefan cel Mare ridicat în punctul „Dumbrava” din satul Bârsești la 1904 (la 400 de ani de la moartea voievodului) este clasificat ca monument de for public, iar monumentul eroilor din Războiul Român de Independență și din Primul Război Mondial este clasificat ca monument memorial sau funerar.

## Politică și administrație
Comuna Bârsești este administrată de un primar și un consiliu local compus din 9 consilieri. Primarul, Ștefan Caba[*], de la Partidul Național Liberal, este în funcție din 2016. Începând cu alegerile locale din 2024, consiliul local are următoarea componență pe partide politice:
|  | Partid                          | Consilieri | Componența Consiliului | Componența Consiliului | Componența Consiliului | Componența Consiliului |
|  | ------------------------------- | ---------- | ---------------------- | ---------------------- | ---------------------- | ---------------------- |
|  | Partidul Național Liberal       | 4          |                        |                        |                        |                        |
|  | Partidul Social Democrat        | 4          |                        |                        |                        |                        |
|  | Alianța pentru Unirea Românilor | 1          |                        |                        |                        |                        |